# Marktidentifikationscode
Der Marktidentifikationscode (MIC, englisch Market Identifier Code) ist ein nach ISO 10383 genormter Identifikator für Börsen und andere Handelsplätze. Der MIC ist ein vierstelliger alphanumerischer Code; im Mai 2017 gab es 1242 gültige Werte. Die Liste wird monatlich neu veröffentlicht.

## Hintergründe
Die Internationale Wertpapierkennnummer (ISIN) alleine stellt zwar eine eindeutige Identifikation eines Wertpapiers dar, bestimmt jedoch nicht, an welchem Handelsplatz dieses gehandelt wird, so dass z. B. bei der Informationsabfrage aus Bloomberg meist die zusätzliche Angabe eines Börsenplatzes erforderlich ist.
Die London Stock Exchange verwendet den MIC als Teil ihrer SEDOL-Nummern, um so eine eindeutige Identifikation von gehandelten Wertpapieren zu ermöglichen.